# Friedhelm Wentzke
Friedhelm Wentzke (n. 13 septembrie 1935, Castrop-Rauxel, Statul Liber Prusia⁠(d), Germania) este un caiacist ce a reprezentat Germania, medaliat olimpic. A participat la 2 ediții ale Jocurilor Olimpice (1960, 1964) în care a câștigat o medalie de aur și o medalie de argint.